# Station Dokkum-Aalsum
Station Dokkum-Aalsum is een voormalig Nederlands spoorwegstation dat was gelegen in Dokkum aan de spoorlijn Leeuwarden - Anjum van de Noord-Friesche Locaalspoorweg-Maatschappij (het Dokkumer lokaaltje). Het dorp Aalsum ligt even ten noorden van Dokkum.
Dit station is gebouwd naar het stationsontwerp met de naam Standaardtype NFLS, dat voornamelijk werd gebruikt voor verschillende spoorwegstations in Friesland. Dokkum-Aalsum viel binnen het type NFLS 2e klasse.
Het station werd geopend op 2 oktober 1901. Op 1 januari 1935 werd het door de NFLS overgedragen aan de Nederlandse Spoorwegen. Op 1 juli 1936 werd het gesloten voor reizigersverkeer, maar gedurende zeven maanden in 1940 (tussen 28 mei en 1 december) keerden de reizigerstreinen terug. Vervolgens was het station tot 1973 in gebruik als goederenstation. In dat jaar werd het baanvak Holwerd - Dokkum gesloten om in 1978 te worden opgebroken. Al op 15 mei 1935 was het traject naar Metslawier en Anjum opgeheven. Het was kort daarna opgebroken, zodat de lijn van Leeuwarden sindsdien in Dokkum-Aalsum eindigde.
Het stationsgebouw werd gesloopt. 200 meter ten westen van het oude station staat nu busstation Dokkum.
0: Leeuwarden ·
3: Leeuwarden Halte · Jelsum · Cornjum · Britsum ·
9: Stiens · Finkum · Hijum ·
15: Hallum ·
18: Marrum-Westernijkerk ·
20: Ferwerd · Blija ·
26: Holwerd ·
30: Ternaard · Hantum ·
37: Dokkum-Aalsum · Wetsens ·
42: Metslawier · Morra-Lioessens ·
47: Anjum